# Catedral de la Almudena
Katedra Matki Bożej Almudena (hiszp. Catedral de Santa María la Real de la Almudena) – główna świątynia rzymskokatolicka Madrytu. Jej budowę planowano od XVI w., ale rozpoczęto dopiero w XIX w. (wtedy jednym z inicjatorów budowy była sama królowa Maria de las Mercedes Orleańska) i ukończono dopiero w 1993 roku.
Katedra została zbudowana w stylu neoklasycznym, głównie ze względu na sąsiadujący z nią Pałac Królewski. Główne wejście do katedry znajduje się od strony Pałacu. Wnętrze katedry jest urządzone w stylu neogotyckim zaś krypta w stylu neoromańskim. Powstałe w 2004 roku witraże i malowidła w absydzie autorstwa Kiko Argüello są utrzymane w stylu neobizantyńskim.
W kaplicach bocznych znajdują się ołtarze poświęcone współczesnym świętym, m.in. św. Josemaría Escrivá de Balaguer i św. Piotrze Povedzie.
Została ona poświęcona przez papieża Jana Pawła II 15 czerwca 1993 roku. Jego pomnik znajduje się na terenie katedry, przy Calle de Bailen. 22 maja 2004 w katedrze tej brali ślub Filip VI Burbon, książę Asturii i Letizia Ortiz Rocasolano.

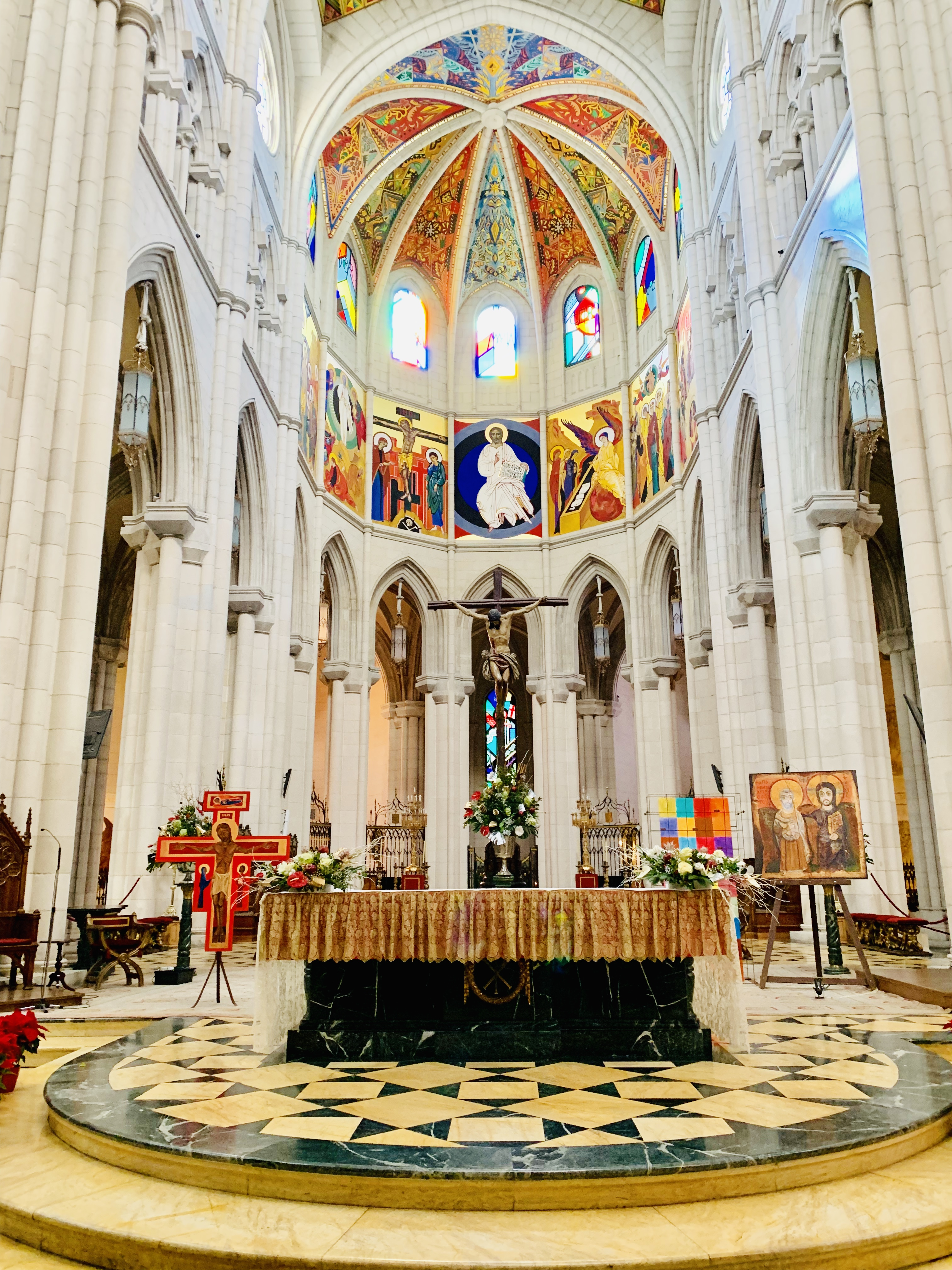
Prezbiterium
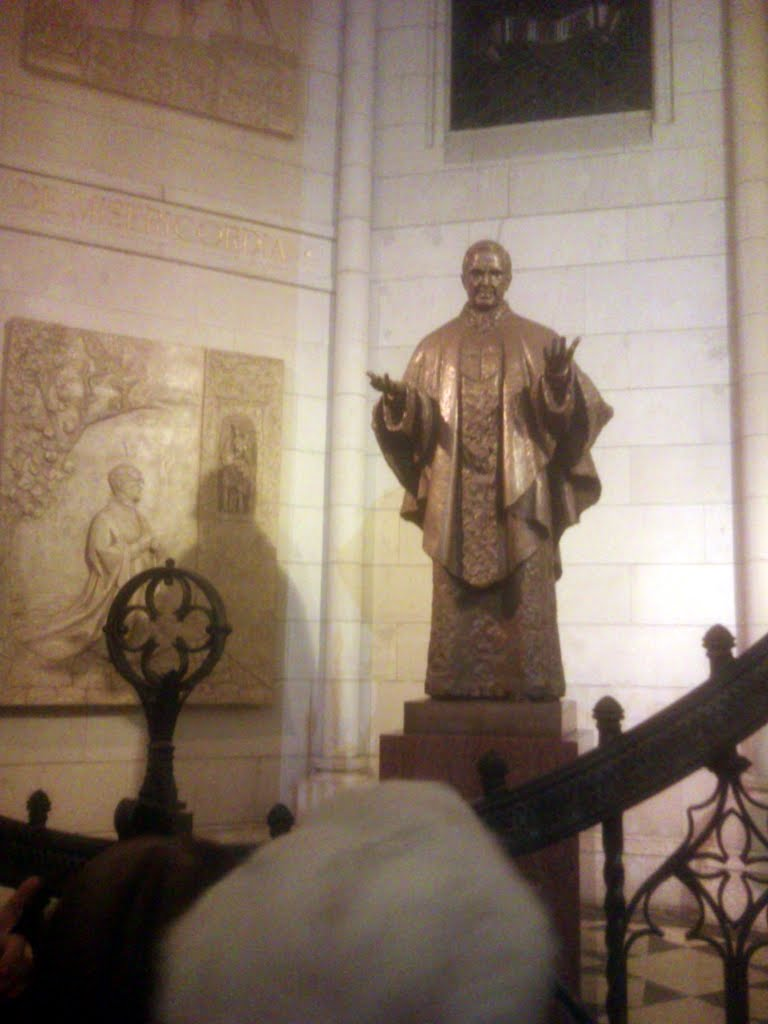
Św. Josemaria w katedrze madryckiej
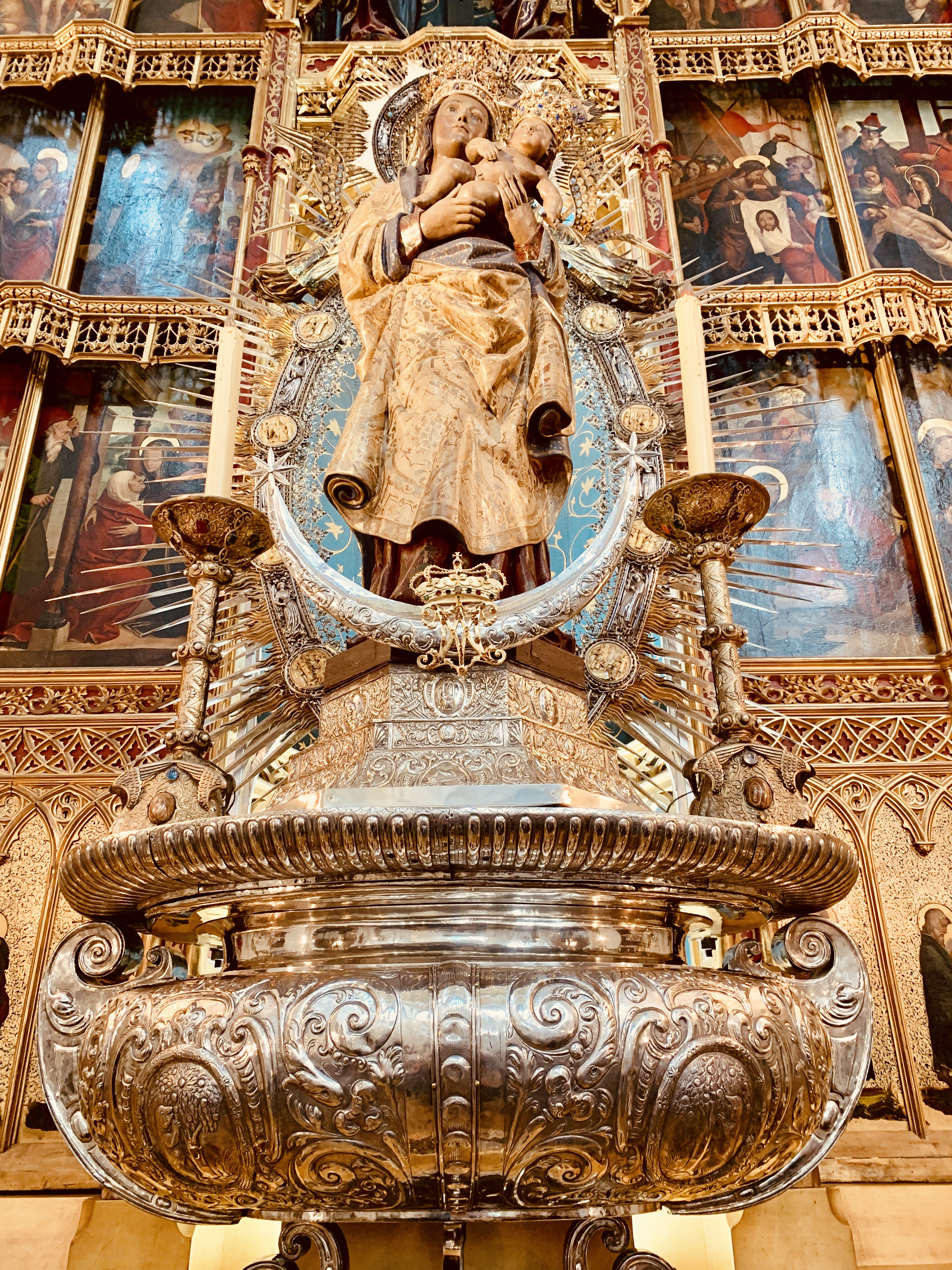
Figura Maryi z Dzieciątkiem
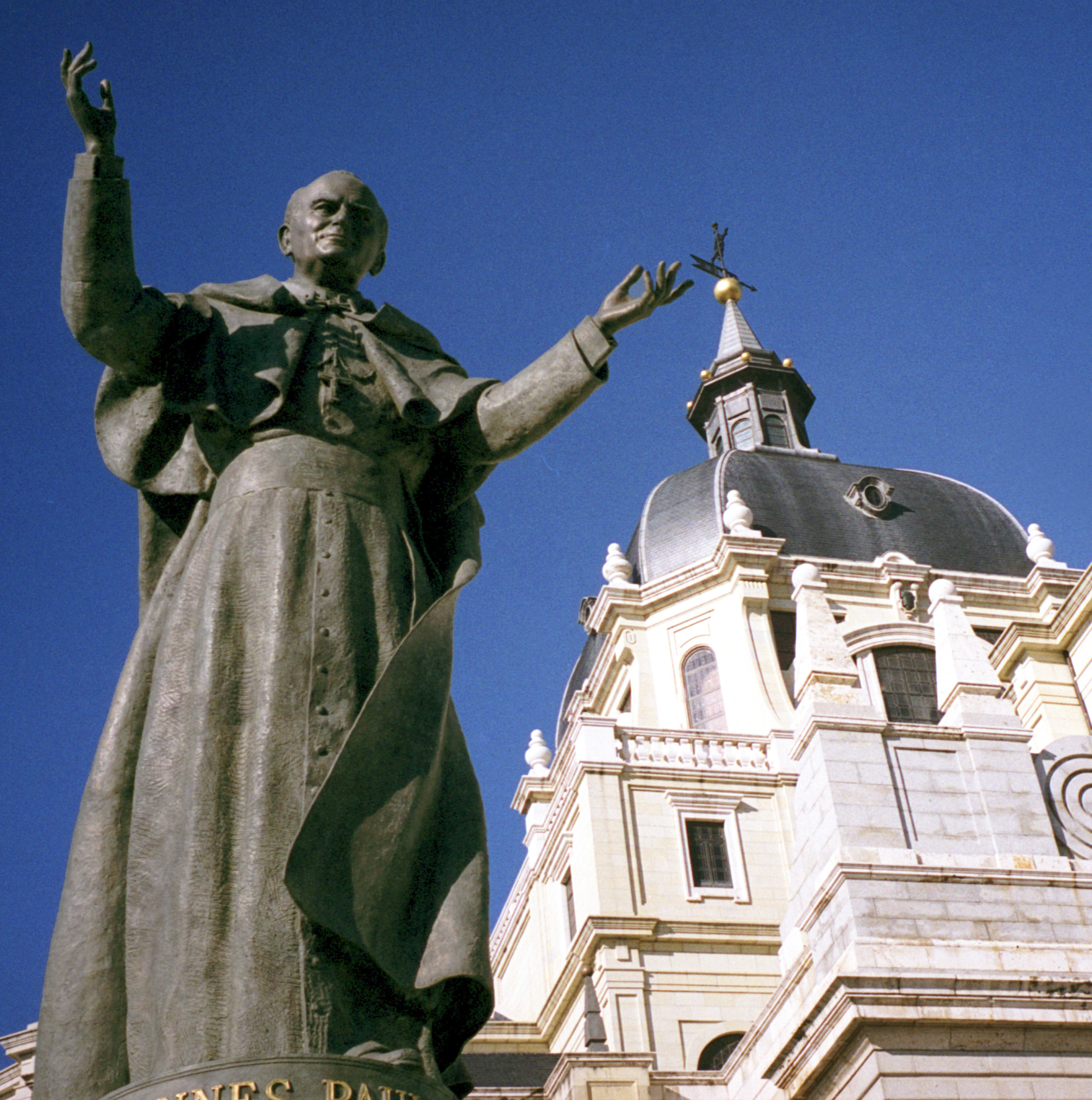
Pomnik papieża Jana Pawła II